# Киуру, Криста
Кри́ста Ка́трийна Ки́уру (фин. Krista Katriina Kiuru; род. 5 августа 1974, Пори, Финляндия) — финский политический и государственный деятель. Член Социал-демократической партии Финляндии. Депутат эдускунты (парламента) с 21 марта 2007 года. В прошлом — министр по делам семьи и базовым услугам (2019—2023).

## Биография
Родилась 5 августа 1974 года в Пори на западе Финляндии. По образованию — учитель; закончила в 2001 году Университет Турку, магистр социальных наук.
Избрана депутатом эдускунты (парламента) по результатам парламентских выборов 18 марта 2007 года.
22 июня 2011 года назначена министром жилищного строительства и связи в правительстве Юрки Катайнена.
В марте 2012 года кандидатура Киуру была выдвинута Рабочим объединением города Пори на пост зампредседателя Социал-демократической партии Финляндии; на съезде партии, прошедшем в мае 2012 года, она была избрана первым заместителем председателя СДП.
17 мая 2013 года в правительстве Катайнена произошли изменения: Киуру была назначена министром образования; вместо неё на пост министра жилищного строительства и связи была назначена Пиа Вийтанен (обе они вступили в свои новые должности 24 мая 2013). После того, как весной 2014 года из правительства вышли представители партии «Левый союз», вопросы связи от министра Пии Вийтанен, назначенной на должность министра культуры и жилищной политики, перешли к Кристе Киуру; её новая должность стала называться министр образования и связи (opetus- ja viestintäministeri).
6 июня 2019 года получила портфель министра по делам семьи и базовым услугам в кабинете Ринне, с 10 декабря 2019 года — в кабинете Марин. 25 января 2022 года ушла в отпуск по болезни. 27 января отпуск был продлён до 3 февраля, когда начнётся отпуск по беременности и родам. Временно исполнять обязанности стала министр социального обеспечения и здравоохранения Ханна Сарккинен (Левый союз). Новым министром на время декретного отпуска избран Аки Линден (СДП). Вернулась на работу 6 октября. 20 июня 2023 года правительство Санны Марин ушло в отставку.

## Личная жизнь
Родила дочь 17 марта 2022 года. Отец ребёнка — Симо Рахикайнен (Simo Rahikainen), директор по продажам инвестиционной компании.